# Bilar
Bilar is een gemeente in de Filipijnse provincie Bohol op het gelijknamige eiland. Bij de census van 2015 telde de gemeente bijna 18 duizend inwoners.

## Geografie

### Bestuurlijke indeling
Bilar is onderverdeeld in de volgende 19 barangays:
| - Bonifacio - Bugang Norte - Bugang Sur - Cabacnitan - Cambigsi - Campagao - Cansumbol - Dagohoy - Owac - Poblacion | - Quezon - Riverside - Rizal - Roxas - Subayon - Villa Aurora - Villa Suerte - Yanaya - Zamora |

## Demografie
Bilar had bij de census van 2015 een inwoneraantal van 17.590 mensen. Dit waren 492 mensen (2,9%) meer dan bij de vorige census van 2010. Ten opzichte van de census van 2000 was het aantal inwoners gegroeid met 962 mensen (5,8%). De gemiddelde jaarlijkse groei in die periode kwam daarmee uit op 0,37%, hetgeen lager was dan het landelijk jaarlijks gemiddelde over deze periode (1,84%).

De bevolkingsdichtheid van Bilar was ten tijde van de laatste census, met 17.590 inwoners op 129,71 km², 135,6 mensen per km².

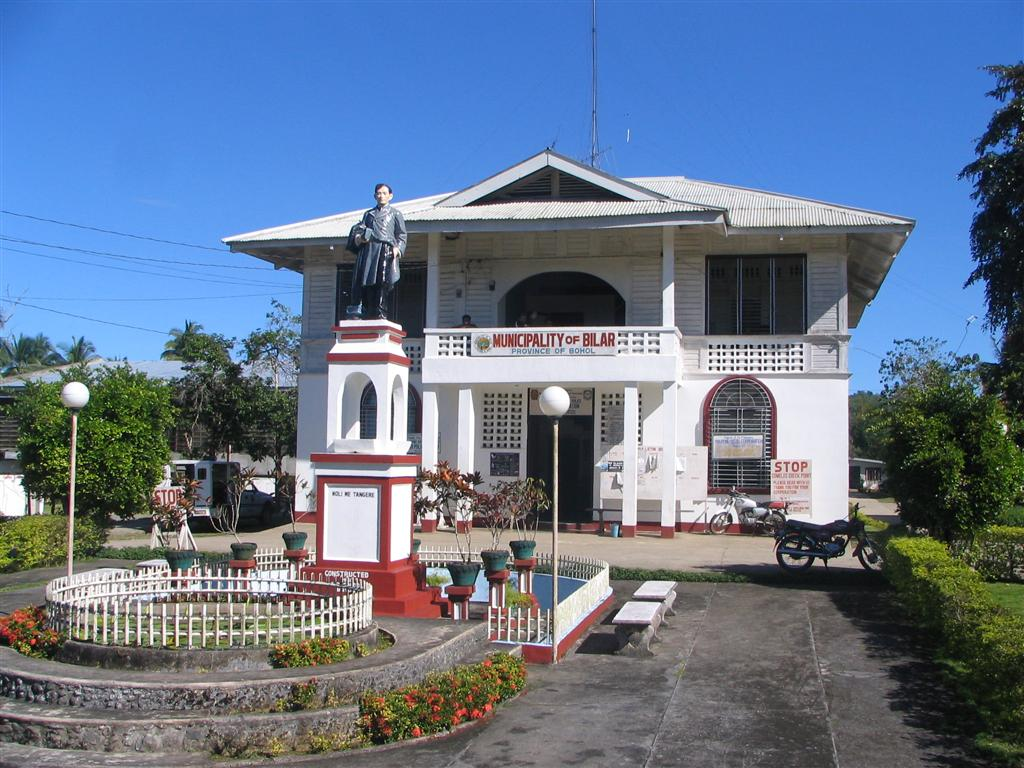
Gemeentehuis Bilar
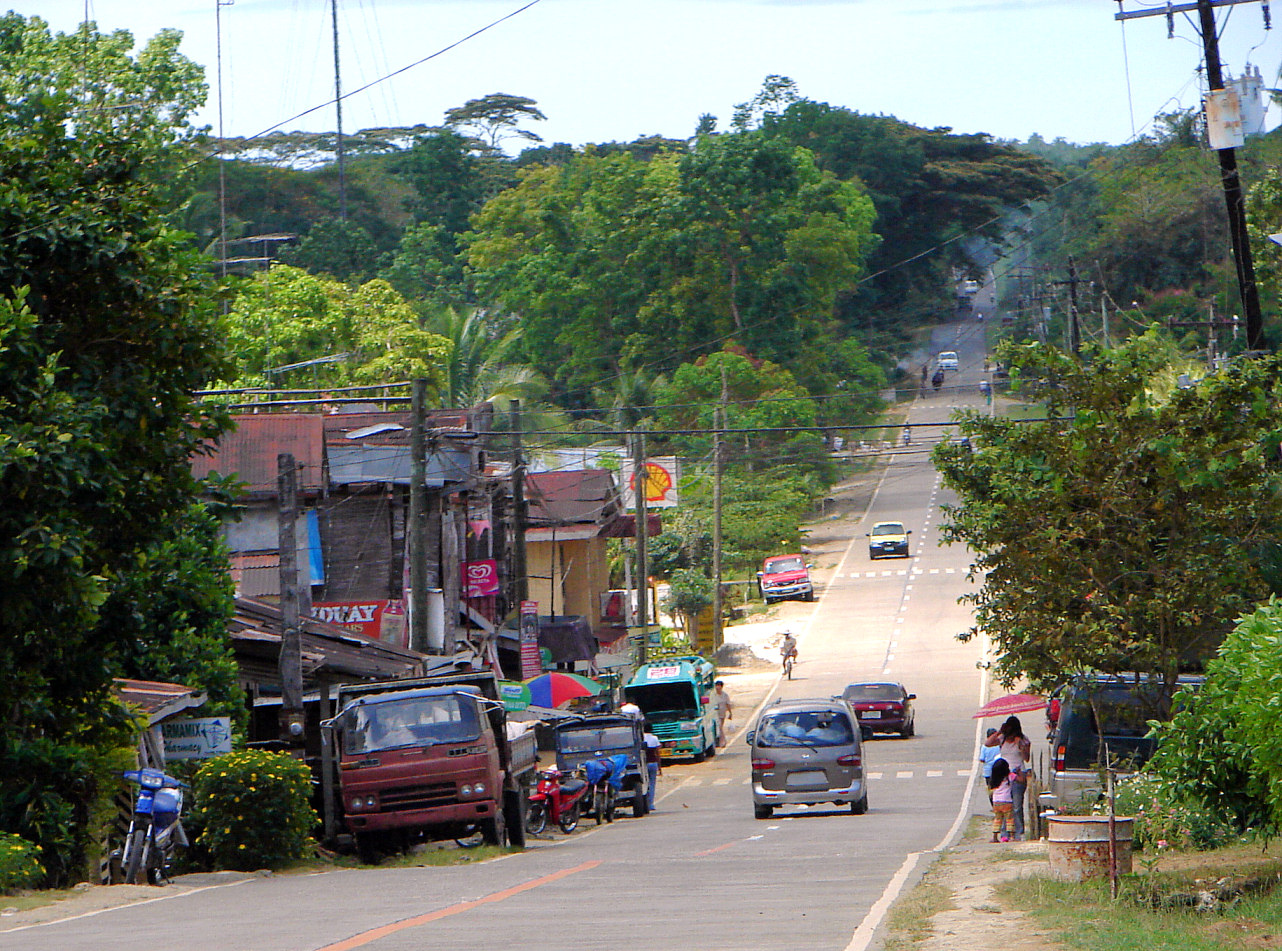
Hoofdstraat
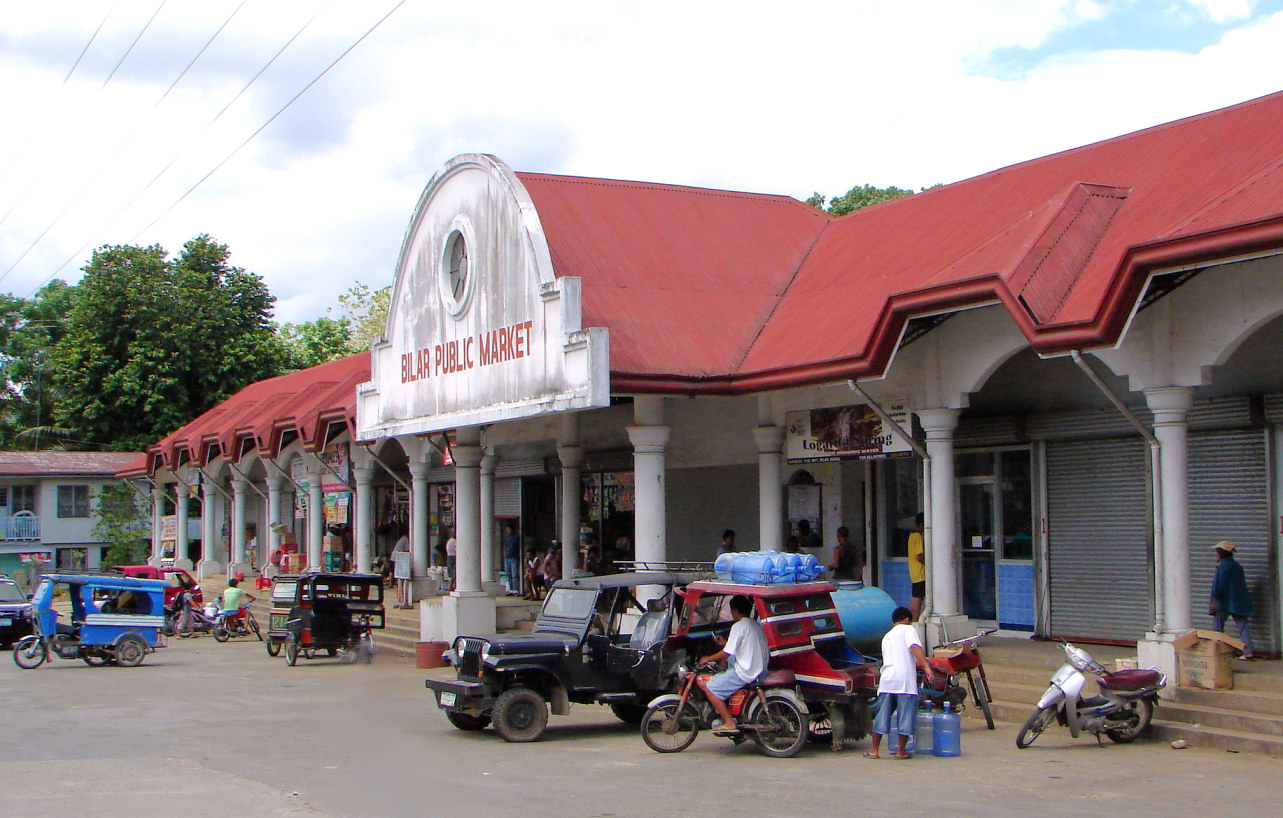
Openbare markt